# Halezija
Halezija (srebrno zvono, snježno zvonce lat. Halesia), biljni rod s dvije ili tri vrste grmova ili drveća raširenog po istočnim djelovima SAD–a, gdje su njegove vrste poznate kao “silverbell”. Treća, po nekima nepriznata vrsta je Halesia tetraptera, narodog imena “planinsko srebrno zvonce” (“Mountain silverbell”)
Rod je opisan u Syst. Nat., ed. 10. 2: 1041 (1759), nom. cons. Porodica Halesiaceae D. Don, više nije priznata i vodi se kao sinonim za Styracaceae.

## Vrste
1. Halesia carolina L.; majsko zvonce
2. Halesia diptera L.; dvokrilna halezija